# Kodjo Aziangbe
Kodjo Aziangbe (14 dicembre 2003) è un calciatore togolese, centrocampista degli Yokohama F·Marinos e della nazionale togolese.

## Carriera

### Club
Aziangbe dal 2021 al 2023 ha giocato con l'Al-Nasr negli Emirati Arabi Uniti.
Nell'estate del 2023 è stato ceduto in prestito per una stagione alla squadra ucraina dello Zorja.

### Nazionale
Il 18 giugno 2023 ha debuttato con la nazionale togolese in una partita di qualificazione per la Coppa delle nazioni africane 2023 contro l'eSwatini.

## Statistiche

### Presenze e reti nei club
Statistiche aggiornate al 30 novembre 2024.
| Stagione        | Squadra            | Campionato      | Campionato | Campionato | Coppe nazionali | Coppe nazionali | Coppe nazionali | Coppe continentali | Coppe continentali | Coppe continentali | Altre coppe | Altre coppe | Altre coppe | Totale | Totale | Totale |
| Stagione        | Squadra            | Comp            | Pres       | Reti       | Comp            | Pres            | Reti            | Comp               | Pres               | Reti               | Comp        | Pres        | Reti        | Pres   | Reti   |        |
| --------------- | ------------------ | --------------- | ---------- | ---------- | --------------- | --------------- | --------------- | ------------------ | ------------------ | ------------------ | ----------- | ----------- | ----------- | ------ | ------ | ------ |
| 2021-2022       | Al-Nasr            | AGL             | 11         | 0          | CPA             | 4               | 0               | -                  | -                  | -                  | -           | -           | -           | 15     | 0      |        |
| 2022-2023       | Al-Nasr            | AGL             | 10         | 0          | CPA             | 5               | 0               | -                  | -                  | -                  | -           | -           | -           | 15     | 0      |        |
| Totale Al-Nasr  | Totale Al-Nasr     | Totale Al-Nasr  | 21         | 0          |                 | 9               | 0               |                    | -                  | -                  |             | -           | -           | 30     | 0      |        |
| 2023-2024       | Zorja              | PL              | 11         | 0          | CU              | 2               | 0               | UECL               | 2                  | 0                  | -           | -           | -           | 15     | 0      |        |
| lug.-dic. 2024  | Yokohama F·Marinos | J1              | 3          | 0          | CG+CdL          | 2+0             | 0               | AFC                | 1                  | 0                  | -           | -           | -           | 6      | 0      |        |
| Totale carriera | Totale carriera    | Totale carriera | 35         | 0          |                 | 13              | 0               |                    | 3                  | 0                  |             | -           | -           | 52     | 0      |        |

### Cronologia presenze e reti in nazionale
| Cronologia completa delle presenze e delle reti in nazionale ― Togo | Cronologia completa delle presenze e delle reti in nazionale ― Togo | Cronologia completa delle presenze e delle reti in nazionale ― Togo | Cronologia completa delle presenze e delle reti in nazionale ― Togo | Cronologia completa delle presenze e delle reti in nazionale ― Togo | Cronologia completa delle presenze e delle reti in nazionale ― Togo | Cronologia completa delle presenze e delle reti in nazionale ― Togo | Cronologia completa delle presenze e delle reti in nazionale ― Togo |
| Data                                                                | Città                                                               | In casa                                                             | Risultato                                                           | Ospiti                                                              | Competizione                                                        | Reti                                                                | Note                                                                |
| ------------------------------------------------------------------- | ------------------------------------------------------------------- | ------------------------------------------------------------------- | ------------------------------------------------------------------- | ------------------------------------------------------------------- | ------------------------------------------------------------------- | ------------------------------------------------------------------- | ------------------------------------------------------------------- |
| 14-6-2023                                                           | Johannesburg                                                        | Togo                                                                | 2 – 0                                                               | Lesotho                                                             | Amichevole                                                          | -                                                                   | 63’                                                                 |
| 18-6-2023                                                           | Nelspruit                                                           | eSwatini                                                            | 0 – 2                                                               | Togo                                                                | Qual. Coppa d'Africa 2023                                           | -                                                                   | 70’                                                                 |
| 10-9-2023                                                           | Lomé                                                                | Togo                                                                | 3 – 2                                                               | Capo Verde                                                          | Qual. Coppa d'Africa 2023                                           | -                                                                   | 46’                                                                 |
| 16-11-2023                                                          | Benghazi                                                            | Sudan                                                               | 1 – 1                                                               | Togo                                                                | Qual. Mondiali 2026                                                 | -                                                                   | 46’                                                                 |
| 21-11-2023                                                          | Lomé                                                                | Togo                                                                | 0 – 0                                                               | Senegal                                                             | Qual. Mondiali 2026                                                 | -                                                                   | 63’                                                                 |
| 22-3-2024                                                           | Mohammedia                                                          | Niger                                                               | 1 – 2                                                               | Togo                                                                | Amichevole                                                          | -                                                                   |                                                                     |
| 26-3-2024                                                           | Casablanca                                                          | Togo                                                                | 1 – 1                                                               | Libia                                                               | Amichevole                                                          | -                                                                   |                                                                     |
| 5-6-2024                                                            | Lomé                                                                | Togo                                                                | 1 – 1                                                               | Sudan del Sud                                                       | Qual. Mondiali 2026                                                 | -                                                                   | 57’                                                                 |
| 9-6-2024                                                            | Kinshasa                                                            | RD del Congo                                                        | 1 – 0                                                               | Togo                                                                | Qual. Mondiali 2026                                                 | -                                                                   | 68’                                                                 |
| 6-9-2024                                                            | Lomé                                                                | Togo                                                                | 1 – 1                                                               | Liberia                                                             | Qual. Coppa d'Africa 2025                                           | -                                                                   |                                                                     |
| 10-10-2024                                                          | Annaba                                                              | Algeria                                                             | 5 – 1                                                               | Togo                                                                | Qual. Coppa d'Africa 2025                                           | -                                                                   | 69’                                                                 |
| 14-10-2024                                                          | Lomé                                                                | Togo                                                                | 0 – 1                                                               | Algeria                                                             | Qual. Coppa d'Africa 2025                                           | -                                                                   | 66’                                                                 |
| 13-11-2024                                                          | Monrovia                                                            | Liberia                                                             | 1 – 0                                                               | Togo                                                                | Qual. Coppa d'Africa 2025                                           | -                                                                   |                                                                     |
| 17-11-2024                                                          | Lomé                                                                | Togo                                                                | 3 – 0                                                               | Guinea Equatoriale                                                  | Qual. Coppa d'Africa 2025                                           | -                                                                   | 90’                                                                 |
| Totale                                                              |                                                                     | Presenze                                                            | 14                                                                  |                                                                     | Reti                                                                | 0                                                                   |                                                                     |